# IC 4731
IC 4731 је спирална галаксија у сазвјежђу Паун која се налази на листи објеката дубоког неба у Индекс каталогу.
Деклинација објекта је - 62° 56' 36" а ректасцензија 18h 38m 42,7s. Привидна величина (магнитуда) објекта IC 4731 износи 11,9 а фотографска магнитуда 12,8. IC 4731 је још познат и под ознакама ESO 103-37, PGC 62187.